# Cantón de Aire-sur-l'Adour
El cantón de Aire-sur-l'Adour era una división administrativa francesa, que estaba situada en el departamento de Landas y la región de Aquitania.

## Composición
El cantón estaba formado por doce comunas:
- Aire-sur-l'Adour
- Bahus-Soubiran
- Buanes
- Classun
- Duhort-Bachen
- Eugénie-les-Bains
- Latrille
- Renung
- Saint-Agnet
- Saint-Loubouer
- Sarron
- Vielle-Tursan

## Supresión del cantón de Aire-sur-l'Adour
En aplicación del Decreto n.º 2014-181 de 18 de febrero de 2014, el cantón de Aire-sur-l'Adour fue suprimido el 22 de marzo de 2015 y sus 12 comunas pasaron a formar parte del nuevo cantón de Adur Armañac.